# Slavica (pel·lícula)
Slavica és una pel·lícula dramàtica i històrica iugoslava en blanc i negre dirigida per Vjekoslav Afrić i estrenada el 1947 que també és la primera pel·lícula de partisans.
És el primer llargmetratge produït al nou estat de Iugoslàvia, immediatament després de la Segona Guerra Mundial. Filmat el 1946 durant un període de dos mesos, produït per la companyia sèrbia Avala, gairebé exclusivament amb personal croat, la pel·lícula es va estrenar el 29 d'abril de 1947. Els actors només cobraven per diem, com ara Irena Kolesar que interpreta el paper principal.
Slavica va tenir molt bona acollida per part del públic, malgrat diverses mancances tècniques i ingenuïtat en la narració. La pel·lícula va ser vista per prop de dos milions de persones a l'antiga Iugoslàvia.

## Sinopsi
A Dalmàcia, joves pescadors, entre ells Marín i la seva dona Slavica, van crear una cooperativa i van construir un vaixell. La Segona Guerra Mundial va esclatar i la regió va ser ocupada per Itàlia. Les tropes italianes intenten apoderar-se del vaixell, però els Cooperadors aconsegueixen ocultar-lo. La jove parella està empresonada. Alliberats pels Partisans, Slavica i Marin s'allisten a les seves files i participen en diverses accions de resistència.
Durant una batalla al mar, Slavica mor i, en la seva memòria, el vaixell dels partisans rep el seu nom i es va converteix en un dels primers vaixells de l'armada iugoslava.

## Repartiment
- Dubravko Dujšin : Sime
- Milica-Carka Jovanovic : Luce
- Irena Kolesar : Slavica
- Marijan Lovric : Marin
- Ljubiša Jovanović : Ivo Marusic
- Jozo Laurencic : Stipe
- Boza Nikolic : Barba Tone
- Ivka Rutic : Marija
- Branko Pivnicki : Jure
- Braslav Borozan : Stanko
- Joza Rutic : Niksa
- Dejan Dubajic : Paron
- Predrag Milanov : Zupnik
- Tjesivoj Cinotti : Franjo Zamola
- Junus Medjedovic : Djidji Zamola
- Danka Paljetak : Amalija
- Olga Skrigin : Rosa
- Aleksandar Zlatkovic : Sef policije
- Marko Marinkovic : agent
- Andro Marjanovic : De Scarpi
- Jozo Bakotic :
- Maria Gotsky :
- Tana Mascarelli : Tina Maskarelli
- Ivo Marjanovic :
- Zharko Pavlovich :
- Karlo Bulic :
- Pavica Bencic :
- Bozo Alfirevic :
- Ljubo Dijan :
- Masa Malesevic :
- Ante Ivelja :
- Volga Kalina :